# I’m So Happy
I’m So Happy је сингл Луке Ивановића (Чачак, 18. мај 1992), познатијег под својим уметничким именом Luke Black који се појавио након успеха истоименог сингла. Лука је српски кантаутор. Осим ауторском музиком, бави се и аудио продукцијом и режијом сопствених наступа и музичких спотова. 

## Порекло песме и историјат њеног издања
Сингл је објављен 21. августа 2023. године. 
Лука је аутор музике и текста песме са продуцентима Shurk, theonlyMajed и alone.nowhere (Давидеом Фотијем).
’I’m So Happy’ је прва пјесма коју сам направио кад сам се преселио у Лондон како бих студирао музику. Настала је на мом универзитету само уз клавирску пратњу. Шетао сам около с пријатељима и стално смо се шалили како је чудно када некога у школи или на улици питаш како им је овде, а они би рекли: 'Добро, све је у реду!' Културолошки гледано, у мојој земљи када некога питате како је, почну сипати своје емоције! Овдје су сви тако опуштени. Покушавао сам учити и не оптерећивати све својим емоцијама. Кога брига? Покушао сам научити како рећи: ‘Тако сам сретан и живот је добар’ – иако сам у стварности био ошамућен.
Лука је за песму I’m So Happy за медије рекао да је био инспирисан пејзажом, културом и музиком свог окружења.
Што се тиче музичке пјесме “I’m So Happy”, Лука је објаснио како је “искористио звук Лондона”. Био је инспирисан песмом “LDN” Лили Ален. 
Ходао сам кроз слично окружење из њеног музичког видеа и видео лепоту и мане.”
Споменуо је да је желео да му клавир звучи помало нервозно по узору на пјесму слично превирујућих контрастних емоција “Merry Happy” кантауторице Кејт Неш, док је жељени звук помало рашштимане и неуредне електричне гитаре за бес на крају пронашао у начину како је свирао Курт Кобејн из Нирване.

## Музички спот
За песму је направљен музички спот, у режији Prosper Unger-Hamilton, који је 31. августа 2023. године стављен на располагање путем веб странице YouTube Режисер наводи да је инспирација за музички спот из филма Requiem for a Dream, тачније посебна техника снимања SnorriCam. SnorriCam је камера која се користи у снимању филмова која је причвршћена за тело глумца, окренута директно према глумцу, тако да када ходају, изгледа да се не крећу, али све око њих се креће. Ова техника омогућава гледаоцу да посвједочи гледишту из перспективе глумца, пружајући неуобичајен осећај вртоглавице за њега.